# Jean-Baptiste Goiffon
Pour les articles homonymes, voir Goiffon.
Jean-Baptiste Goiffon (25 février 1658, Cerdon — 30 septembre 1730, Lyon)  est un médecin lyonnais, connu pour être l'un des premiers partisans de la théorie des animalcules dans la propagation de la peste, lors de la peste de Marseille (1720).

## Biographie

### Famille
Jean-Baptiste appartient à la famille des Goiffon, seigneurs de Bramafan à Sainte-Foy-lès-Lyon au XVIIe siècle.  Il est le père de l'architecte Georges-Claude Goiffon qui travailla avec Claude Bourgelat à l'ouverture des Écoles vétérinaires de Lyon, puis de Maisons-Alfort. 
Ses armes étaient « d'or au griffon rampant d'azur à destre et au lion rampant de gueules à senestre, l'un et l'autre affrontés » qui sont, aux émaux et  métaux près, celles du chapitre de Saint-Jean, Goiffon ayant été le médecin personnel de l'archevêque François Paul de Neufville de Villeroy[réf. nécessaire].

### Études et carrière
Jean Baptiste Goiffon fait ses premières études à Lyon, et poursuit des études de médecine à l'université de Montpellier, en se distinguant dans la botanique et l'anatomie. 
Devant s'installer à Cerdon, il est appelé au chevet du marquis de Rougemont, capitaine au régiment du Dauphin cavalerie, atteint d' une grave blessure à l'abdomen. L'ayant opéré et guéri, il acquiert une grande réputation. Ce qui lui vaut, en 1687, de servir dans l'armée d'Italie lors de la  Guerre de la Ligue d'Augsbourg, auprès du général Nicolas de Catinat, futur Maréchal de France.
En 1693, il est agrégé au Collège des médecins de Lyon. Il épouse la fille d'un tireur d'or, nommé Pignardy. 
En 1705, lors de la guerre de Succession d'Espagne, il accompagne en Espagne l'armée commandée par le maréchal René de Tessé. À Madrid, il est appelé en consultation auprès de la reine d'Espagne pour sa stérilité. Celle-ci lui propose de devenir son premier médecin, mais Goiffon préfère revenir à Lyon pour raison de santé.
En 1716 et 1717, il est nommé troisième échevin de Lyon. Lors de la grande peste de Marseille de 1720-1721, il est à la tête d'un Bureau de Santé, dirigeant la protection de la ville de Lyon contre la contagion.
Il meurt d'une attaque d'apoplexie foudroyante sur la place de l'Archevêché de Lyon (quartier saint-Irénée), le 30 septembre 1730.

### Postérité
La vie de Jean-Baptiste Goiffon a fait l'objet d'une adaptation théâtrale créée le 15 septembre 2019 à Sainte-Foy-les-Lyon, dans le cadre des Journées Européennes du Patrimoine.

## Travaux

### Peste
Jean-Baptiste Goiffon fait partie des « prépasteuriens », de ceux qui ont pressenti ou imaginé un monde microbien comme agent causal de maladies épidémiques. Ce courant, très minoritaire jusqu'au milieu du XIXe siècle, a été initié par Girolamo Fracastoro (1478-1553) et surtout par Athanase Kircher (1602-1680) qui prétend avoir vu au microscope des animalcules dans le sang des pestiférés,.
La survenue de la grande peste de 1720 en Provence et Languedoc relance le débat, et Goiffon défend la thèse contagionniste, non pas par agent « inanimé » (type venin ou levain) mais par être « animé », agent vivant minuscule, invisible à l'œil nu. Il arrive à cette conclusion par un raisonnement de type cartésien, par induction. Pour Goiffon, la théorie des animalcules se multipliant comme des insectes, est la seule à expliquer la diffusion explosive de la peste, qui s'effectue à distance en gardant toute sa puissance, avec des variations saisonnières et géographiques,.
Il est conscient qu'il ne peut apporter de preuve démonstrative. Mais si dans le monde vivant, il existe un monde minuscule, comme celui de la mite ou ciron par rapport à l'éléphant, il peut exister des insectes encore plus petits où c'est la mite qui a la place de l'éléphant. Il ajoute de manière prophétique que « de meilleurs microscopes arriveront peut-être à les montrer » .
Si Goiffon a eu quelques partisans, la plupart de ses contemporains traitèrent ces travaux de « discours pleins de savante sottise », et cette théorie des animalcules fut marginalisée, voire oubliée,.

### Botanique
Jean-Baptiste Goiffon est le maître en botanique d'Antoine de Jussieu, et c'est grâce à ses recommandations que Jussieu entre au Jardin-Royal (devenu Jardin des Plantes de Paris). L'élève devenu professeur restera reconnaissant envers son premier maître en lui communiquant ses herborisations de la région lyonnaise. Des herbiers de Goiffon sont conservés au jardin botanique de Lyon. 
Un ouvrage manuscrit de Goiffon, Index planturum quae circa Lugdunum nascuntur, n'a jamais été publié. À sa mort, cet ouvrage qui recense près de quatre mille sortes de plantes de la région lyonnaise, est recueilli par Bernard de Jussieu et passe ensuite au botaniste lyonnais Marc-Antoine Claret de La Tourrette. Une partie de ce manuscrit est au musée d'histoire naturelle de Paris. 

## Publications
Jean-Baptiste a beaucoup écrit, mais nombre de ses travaux sont restés à l'état de manuscrits non publiés, d'une écriture difficile à déchiffrer avec de nombreuses ratures. Plusieurs de ses ouvrages imprimés ont été perdus ou restent introuvables comme un Traité sur les maladies des bestiaux qui régnèrent en France en 1714, avec les remèdes convenables, composé par ordre de Monseigneur le maréchal duc de Villeroy, à Lyon, chez André Laurens, 1714, in-12.
Les textes publiés les plus notoires concernent la peste de Marseille (1720) :
- Réponse aux observations de Chicoyneau, Verny et Soulier sur la nature, les évènements et le traitement de la peste de Marseille, Lyon, 1721, in-12.
- Observations faites sur la peste qui règne à présent à Marseille et dans la Provence, Lyon, 1721, in-8.
- Relations et dissertation sur la peste du Gévaudan, dédiées à Monseigneur le Maréchal de Villeroy, Lyon, 1722, in-8,[lire en ligne].